# Harlu (république de Carélie)
Harlu (en carélien : Harlu, en finnois : Harlu, en russe : Ха́рлу) est une municipalité rurale du raïon de Pitkäranta en république de Carélie.

## Géographie
Harlu est situé le long de la rivière Jänisjoki, à 47 kilomètres au nord-ouest de Pitkäranta.
La municipalité a une superficie de 261 km2.
Harlu est bordé au nord-est par les municipalités de Loimola du raïon de Suojärvi,  au sud-est Läskelä du raïon de Pitkäranta, au sud-ouest Sortavala et à l'ouest Kaalamo du raïon de Sortavala. 
La majorité du territoire d'Harlu est forestière.
Harlu est traversé  par les rivières Jänisjoki, Alatsoja et Pirokanoja. 
Les lacs principaux sont Ladoga, Jänisjärvi et Suistamonjärvi.

## Démographie
Recensements (*) ou estimations de la population
| 1959  | 1970  | 1979  | 1989  |
| ----- | ----- | ----- | ----- |
| 4 040 | 2 362 | 1 955 | 1 546 |

| 2009 | 2010 | 2013 | - |
| ---- | ---- | ---- | - |
| 885  | 904  | 871  | - |